# Sanna Bråding
Sanna Erica Bråding, född 5 mars 1980 i Saltsjö-Boo, är en svensk skådespelare och programledare.

## Biografi

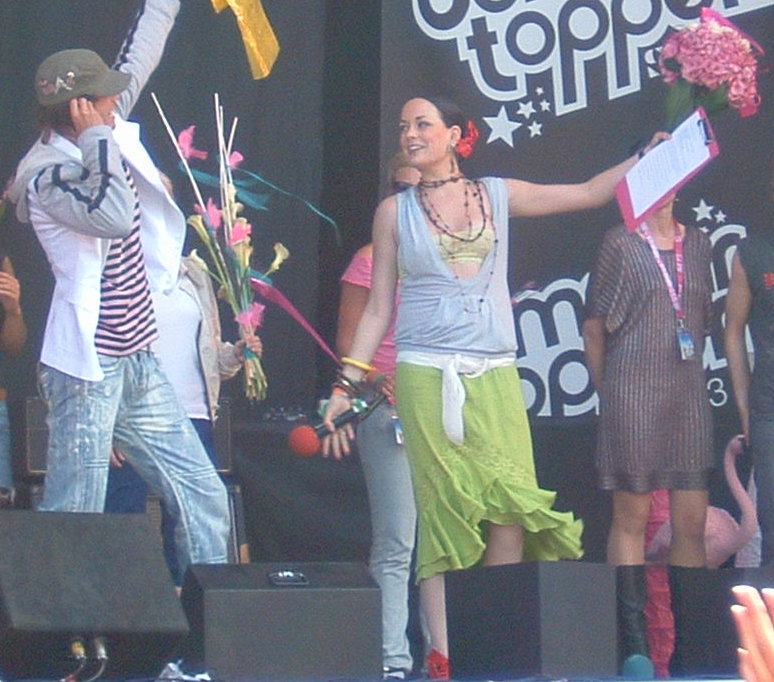
Bråding leder Sommartoppen 2005.

Sanna Bråding växte upp i Nacka och började med teater redan som liten. När hon var 15 år fick hon rollen som Tanja i TV4:s såpopera Tre Kronor. Bråding blev sedan uppmärksammad 2001 som kassörskan Kajsa i en serie reklamfilmer för ICA. Hon hade också en större roll 2002 i SVT:s såpopera Skeppsholmen. Vid sidan av skådespelandet har hon sedan 2003 jobbat som programledare i radio i programmen Ketchup och Sommartoppen samt lånat sin röst till webbkanalen P3 Star. Hon har även gjort röster till ett flertal tecknade filmer så som "Zoe Kezako", "Yallarup" etc. År 2004 spelade hon huvudrollen i Lukas Moodyssons film Ett hål i mitt hjärta. Hon var programledare för Idol 2006 tillsammans med Mogge Sseruwagi och för Grammisgalan 2007 tillsammans med Carina Berg. 
Den 22 augusti 2008 dömdes Sanna Bråding av Svea hovrätt för narkotikabrott till tre månaders fängelse samt skyddstillsyn (sk 28:3-fängelse). Detta var för innehav av 4 gram kokain och för att tidigare ha köpt 8 gram för langning. Bråding erkände gärningen och förklarade i Expressen att hon vill avtjäna straffet så fort som möjligt. Efter domen startade Bråding en blogg om vägen tillbaka efter fängelsestraffet. Bloggen avslutades 16 januari 2010. I november 2019 medverkade Bråding i SR-P1-programmet Söndagsintervjun där hon under 45 minuter med egna ord skildrade bakgrund och avslöjandet av sitt självskadebeteende.
År 2008 gjorde Bråding en smyckekollektion för mi lajki som släpptes i oktober och två år senare började hon designa en egen smyckekollektion, "Miss UFO".
År 2009 spelade hon en av huvudrollerna i teateruppsättningen Other Hands på teatern Pero. Under våren samma år började hon även ett novellfilmsprojekt med Jag kom tvåa, som medproducent, författare och huvudrollsinnehavare, tillsammans med Clara Fröberg.
År 2010 vikarierade hon i radioprogrammet VAKNA! Med The Voice. 
Sanna Bråding har lett Prides invigningsgala i Kungsträdgården och uppträtt med Diamond Dogs som Spice Girls på 90's-kvällen i Pridepark.

## Filmografi (urval)
- 1995 – Tre Kronor (TV-serie)
- 1997 – Reine & Mimmi i fjällen
- 2002 – Skeppsholmen (TV-serie)
- 2000 – Livet är en schlager
- 2002 – Icas reklamfilmer (TV-serie)
- 2004 – Ett hål i mitt hjärta
- 2005 – Som man bäddar
- 2006 – Idol (TV-serie)
- 2007 – 7 miljonärer
- 2010 – Kommissarie Späck
- 2011 – Värsta pojkvänsakademien (TV-serie)
- 2021 – Snälla kriminella